# Vorzel
Vorzel (ukrajinsky Ворзель) je městys (ukrajinsky selyšče) v Bučském rajónu Kyjevské oblasti na Ukrajině. K roku 2019 mělo přes šest tisíc obyvatel.

## Poloha a doprava
Vrozel leží přibližně deset kilometrů východně od Irpině a od centra Kyjeva je vzdálen přibližně 33 kilometrů severozápadně.
Přes obec prochází železniční trať Kovel – Kyjev a dálnice M 07 z Kyjeva k polsko-ukrajinské hranici.

## Dějiny
Sídlo bylo založeno začátkem 20. století jako rekreační. Status městysu má od roku 1938.
Za druhé světové války byla obec obsazena 22. září 1941 německou armádou a dobyta zpět Rudou armádou v listopadu 1943.